# Джексон, Стивен Филип
Стивен Филип Джексон (Stephen Philip Jackson; род. 17 июля 1962, Ноттингем, Великобритания) — британский учёный, биолог.
Доктор философии, кембриджский Quick Professor of Biology, глава лабораторий Cancer Research UK в Gurdon Institute.
Член Лондонского королевского общества (2008) и АМН Великобритании.

## Биография
Первым в своей семье учился в университете.
Окончил с отличием Лидский университет (бакалавр биохимии, 1983). Докторские исследования проводил в Имперском колледже в Лондоне и Эдинбургском университете. Являлся постдоком в Калифорнийском университете в Беркли. В 1991 году возвратился в Великобританию и поступил младшим групп-лидером в Gurdon Institute, с 1995 года старший групп-лидер (в 2001—2004 годах заместитель директора) и фелло кембриджского колледжа Святого Иоанна, а также кембриджский Quick Professor of Biology (стал самым молодым избранным профессором Кембриджа со времен Исаака Ньютона). Также числится в институте Сенгера.
Член Biochemical Society, Cambridge Philosophical Society и EMBO (1997).
В 1997 году основал компанию KuDOS Pharmaceuticals, которую в 2005 году приобрела AstraZeneca. В 2011 году основал MISSION Therapeutics.

## Награды и отличия
- GlaxoSmithKline Award[3]
- Colworth Medal[англ.] (1997)
- BBSRC[англ.] Innovator of the Year (2009, первый удостоенный)[4]
- Buchanan Medal[англ.] (2011)
- Международная премия короля Фейсала по науке (2016)[5]
- Премия Хейнекена (2016)
- Leopold Griffuel Prize[англ.] (2019)
- Mullard Award[англ.] (2020)[6]